# اینجنیرو ماسچویتس
اینجنیرو ماسچویتس (به اسپانیایی: Ingeniero Maschwitz) یک منطقهٔ مسکونی در آرژانتین است که در بخش اسکوبار واقع شده‌است. اینجنیرو ماسچویتس ۱۲٬۴۸۲ نفر جمعیت دارد و ۴ متر بالاتر از سطح دریا واقع شده‌است.